# Zurab Zwiadauri
Zurab Zwiadauri (gruz. ზურაბ ზვიადაური; ur. 2 lipca 1981) – gruziński judoka, złoty medalista Letnich Igrzysk Olimpijskich 2004 w Atenach w kategorii do 90 kg, dwukrotny srebrny medalista mistrzostw świata z roku 2001 i 2003, brązowy medalista mistrzostw Europy z roku 2002, drużynowy wicemistrz świata z roku 2002 oraz trzykrotny zloty medalista drużynowych mistrzostw Europy w roku 2002, 2003 oraz 2012, w 2006 zdobył brązowy medal na drużynowych mistrzostwach. Zwiadauri został pierwszym w historii reprezentantem Gruzji, który zdobył złoty medal na igrzyskach olimpijskich.

## Igrzyska Olimpijskie 2004
W pierwszym pojedynku pokonał Włocha Francesco Lepre, zwyciężając poprzez rzucenie przeciwnika na matę (Ippon seoi nage). W ćwierćfinale wyeliminował reprezentanta Rosji Chasanbiego Taowa, również wygrywając przez rzucenie przeciwnikiem na matę, ale techniką Ippon O-goshi. W walce półfinałowej wyeliminował Francuza Frédérica Demontfaucona, a w pojedynku o złoty medal Japończyka Hiroshiego Izumi. 21 sierpnia 2004, trzy dni po zdobyciu złotego medalu przez Zwiadauriego, drugi w historii złoty medal na tych samych igrzyskach zdobył Giorgi Asanidze, który zwyciężył w dyscyplinie podnoszenia ciężarów w kategorii półciężkiej.
W 2009 podpisał kontrakt z organizacją MMA World Victory Road, jednak nigdy oficjalnie nie zadebiutował na żadnej gali.
Zwiaduari jest kuzynem reprezentującego Grecję judoki Iliasa Iliadisa, który w 2004 roku również zdobył złoty medal na igrzyskach olimpijskich w Atenach, na których rywalizował w kategorii do 81 kg.